# Elektrin kompleks
Elektrin kompleks je koncept koji je razvio Carl Gustav Jung, prema teorijama svog učitelja Sigmunda Freuda, kako bi objasnio podsvjesnu seksualnu privlačnost djevojčica u dobi između 3 do 7 godina, prema ocu. Često je korišten pojam u psihoanalizi.
Kompleks je dobio ime po starogrčkom mitološkom liku Elektri, koja se s bratom Orestom pokušava osvetiti majci Klitemnestri i očuhu Egistu, za ubojstvo njihovog oca Agamemnona.
Pandan Elektrinom kompleksu u psihoanalizi u kojem se objašnjava razvoj dječaka kroz identifikaciju s ocem i željom prema majci naziva se Edipov kompleks.